# Championnats du monde de pentathlon moderne 2006
Navigation
Édition précédente Édition suivante
Les Championnats du monde de pentathlon moderne 2006 se sont tenus à Guatemala, au Guatemala.

## Podiums

### Hommes
| Épreuves    | Or                                                                | Argent                                                    | Bronze                                                  |
| ----------- | ----------------------------------------------------------------- | --------------------------------------------------------- | ------------------------------------------------------- |
| Individuel  | Lituanie Edvinas Krungolcas                                       | Hongrie Viktor Horváth                                    | Lituanie Andrejus Zadneprovskis                         |
| Par équipes | Lituanie Edvinas Krungolcas Andrejus Zadneprovskis Tadas Žemaitis | Hongrie Viktor Horváth Sándor Fülep Ákos Kállai           | Tchéquie Libor Capalini Michal Michalík Michal Sedlecký |
| En relais   | Hongrie Ákos Kállai Viktor Horváth Sándor Fülep                   | Biélorussie Mikhail Prokopenko Dmitry Melyakh Yegor Lappo | Chine Cao Zhongrong Qian Zhenhua Liu Jenli              |

### Femmes
| Épreuves    | Or                                                         | Argent                                                          | Bronze                                                        |
| ----------- | ---------------------------------------------------------- | --------------------------------------------------------------- | ------------------------------------------------------------- |
| Individuel  | Pologne Marta Dziadura                                     | Ukraine Viktoriya Tereshchuk                                    | Égypte Omnia Fakhry                                           |
| Par équipes | Pologne Marta Dziadura Paulina Boenisz Sylvia Czwojdzinska | Royaume-Uni Georgina Harland Mhairi Spence Katherine Livingston | Hongrie Zsuzsanna Vörös Csilla Füri Vivien Máthé              |
| En relais   | Pologne Paulina Boenisz Marta Dziadura Edyta Małoszyc      | Royaume-Uni Mhairi Spence Georgina Harland Lindsey Weedon       | Russie Polina Struchtkova Lyudmila Sirotkina Tatyana Muratova |